# 사무카와촌
사무카와촌(寒川村)은 도치기현의 남부, 시모쓰가군에 속했던 촌이다. 

## 역사
- 1889년 4월 1일 - 정촌제 시행에 의해 시모쓰가군 사무카와촌이 성립하였다.
- 1956년 9월 30일 - 마마다정에 편입되었다.

## 인구
- 1920년…2,382명
- 1925년…2,390명
- 1930년…2,419명
- 1935년…2,397명
- 1940년…2,408명
- 1947년…2,989명
- 1950년…2,905명